# Casciana Terme Lari
Casciana Terme Lari település Olaszországban, Toszkána régióban, Pisa megyében. Lakosainak száma 12 120 fő (2023. január 1.). Casciana Terme Lari Crespina Lorenzana, Santa Luce, Ponsacco, Cascina, Pontedera, Capannoli, Terricciola és Chianni községekkel határos.

## Népesség
A település népességének változása:
| Lakosok száma | 12 554 | 12 444 | 12 120 |
|               | 2017   | 2018   | 2023   |